# 阿赫瑟爾山 (維內迪傑山脈)
47°00′35″N 12°14′23″E / 47.009693°N 12.239701°E
阿赫瑟爾山（德語：Achsel），是奧地利的山峰，位於該國西部，由蒂羅爾州負責管轄，屬於維內迪傑山脈的一部分，處於上克羅伊茨峰以東，位於大韋內迪格山麓普雷格拉滕境內，海拔高度2,673米。